# Paul-André Latulippe
 (juin 2025).
Paul-André Latulippe, né le 25 mai 1941 à Lac-Mégantic, est un homme d'affaires, industriel et homme politique québécois. Il est député à l'Assemblée nationale du Québec de la circonscription de Frontenac de 1970 à 1973, sous la bannière du Ralliement créditiste.

## Biographie
Né le 25 mai 1941 à Lac-Mégantic, Paul-André Latulippe est le fils de Marie-Ange Latulippe et d'Henry Latulippe, marchand, industriel et député à la Chambre des communes de 1962 à 1974.
Paul-André Latulippe étudie au Collège Sacré-Coeur à Lac-Mégantic, au Collège Mont-Saint-Louis à Montréal, à l'École des hautes études commerciales (HEC), puis à l'Université de Montréal en dessin industriel.
Avant de se lancer en politique, il occupe plusieurs emplois. Il travaille dans une manufacture de meubles à Lac-Mégantic, est un industriel dans le domaine du meuble, directeur général de Megantic Furniture Co. Ltd., employé à la Bourse de Montréal, cofondateur de Nantes Furniture, ainsi que directeur de la Caisse d'entraide économique de Frontenac. Il est également directeur de la Revue politique, aux éditions de l'Ordre nouveau, pendant deux ans.
En 1970, il est élu député à l'Assemblée nationale du Québec du Ralliement créditiste dans Frontenac. Durant son mandat, le parti est en proie à des divisions internes. Il est défait comme candidat du Parti créditiste dans la circonscription de Mégantic-Compton en 1973.